# Nivelle River
Nivelle River är ett vattendrag i Australien. Det ligger i delstaten Queensland, omkring 690 kilometer nordväst om delstatshuvudstaden Brisbane.
Omgivningarna runt Nivelle River är i huvudsak ett öppet busklandskap. Trakten runt Nivelle River är nära nog obefolkad, med mindre än två invånare per kvadratkilometer. Genomsnittlig årsnederbörd är 693 millimeter. Den regnigaste månaden är februari, med i genomsnitt 153 mm nederbörd, och den torraste är juli, med 16 mm nederbörd.